# Dwight Chapin
Dwight L. Chapin (né le 2 décembre 1940 à Wichita au Kansas) est un homme politique et homme d'affaires américain. 
Il était l'assistant du président Richard Nixon, son secrétaire chargé de son planning et de ses déplacements. De plus il était responsable de la télévision à la Maison-Blanche. Il a en particulier planifié le voyage de Nixon en république de Chine. Il a été impliqué dans le scandale du Watergate. Il a été déclaré coupable d'avoir menti pendant le procès, et fait six mois de prison.
En 1986 il fonde sa propre entreprise. Il participe à la campagne du président George H. W. Bush en 1988. Il est par la suite consultant à New York.